# Василиј Михајлов
Василиј Михаилович Михаилов (рус. Василий Михайлович Михайлов; Воткинск, 10. јануар 1921 — Београд, 19. новембар 1944), мајор Црвене армије, учесник Великог отаџбинског рата и  Херој Совјетског Савеза.

## Биографија
Рођен је 10. јануара 1921. године у граду Воткинску у Удмуртској Аутономној Социјалистичкој Совјетској Републици, једној од република Руске Совјетске Федеративне Социјалистичке Републике. После завршетка седмогодишње основне школе и средње школе, радио је као механичар у једној фабрици у Воткинску. Од 1937. године био је члан Авиоклуба.
У Црвену армију је ступио 15. септембра 1939. године у Перму. Године 1940. је завршио Војну ваздухопловну школу и постао пилот. Тада је добио чин млађег поручника и постао пилот-инструктор. Члан Свесавезне комунистичке партије (бољшевика) постао је 1942. године.
Када је 1941. године почео Велики отаџбински рат, Василиј је више пута слао захтеве са молбом да га пошаљу на фронт, али је послат тек почетком 1942. године. Свој први борбени лет имао је 22. фебруара 1942. године. Обављао је месечно око 20 борбених летова, углавном ноћних. Маја 1942. године добио је своје прво одликовање — Орден црвене заставе.
Њему су били поверавани најсложенији борбени задаци — бомбардерски напади на железничке станице и аеродроме, и то често по веома лошим временским условима. Он је као вођа групе авиона, био веома успешан у одређивању циљева и њиховог тачног положаја. Чак 65 пута је предводио велике групе бомбардера „Ил-2“. Групе које је предводио, су се враћале са минималним губицима и имале су веома високу ефективност.
Приликом вршења борбених мисија у региону Армавира, Васили је предводио групу од четири ловачко-бомбардерска авиона, када је спазио седам немачких транспортних авиона „Јункерс 52“. Васили је тада наредио да се непријатељ нападне и први отворио ватру. Том приликом лично је оборио два непријатељска авиона.
Два дана касније, поверена му је дужност вође групе при нападу на концентрацију тенкова и борбених возила. Упркос јакој непријатељској против-авионској ватри, Васили је предводио шест налета и сам уништио један тенк и пет аутомобила. Током последњег јуриша, његов авион је био погођен. Иако се авион запалио, а управљачки систем био оштећен, Васили је успео да, уз велике потешкоће, да пређе линију фронта и катапултира се. Пошто је био тешко рањен, послат је у болницу, а после опоравка се поново вратио у свој пук.
Августа 1943. године поверен му је изузетно важан и одговоран задатак — да уништи аеродром у Краматорску у Украјини, на којем су Немци имали 130 авиона. Ово је био веома тежак задатак јер су Немци веома добро обезбедили овај аеродром са против-авионском артиљеријом. Две групе „Иљушина Ил-2“, под командом мајора Ершова и старијег поручника Василиа Михаилова, су извршиле три напада на аеродром. Они су веома успешно извршили овај задатак — уништили су 90 авиона, један цепелин и два складишта са муницијом. До децембра 1943. године старији поручник Васили Михаилов је имао 120 летова и у 14 ваздушних битака оборио је десет непријатљеских авиона — 4 лично и 6 у групи.
Указом Президијума Врховног совјета СССР од 4. фебруара 1944. године, Василиј Михаилович је за примено обављање борбених задатака у фронталној борби против немачког окупатора и за приказивање одлучности и хероизма проглашен за Хероја Совјетског Савеза и одликован Орденом Лењина.
Марта 1944. године био је именован за заменика команданта пука, а јуну исте године добио је чин мајора. Крајем 1944. године, заједно са јединицама Трећег украјинског фронта, под командом маршала Толбухина, дошао је у Југославију, где је у садејству са јединицама Народноослободилачке војске Југославије учествовао у борбама против заједничког непријатеља — фашистичке Немачке. После Београдске операције октобра 1944. године, главнина јединица Трећег украјинског фронта је продужила ка Будимпешти, а део снага, у који је био и Василијев пук, је остао у Југославији и помагао јединицама Народноослободилачке војске у операцијама на Сремском фронту.
У борбама 19. новембра 1944. године, његов авион је био оштећен и приликом повратка у базу, при лету на изузетно ниској висини пао. Василиј је тада био тешко рањен и однесен у болницу, у којој је преминуо истог дана. После погибије, првобитни план је био да се његови посмртни остаци пренесу у Одесу, али се због лошег времена од тога одустало. Првобитно је био сахрањен у близини Вуковог споменика, у парку у Улици краља Александра. После изградње Гробља ослободилаца Београда, његови посмртни остаци су пренети и сахрањени у централном делу гробља у близини споменика „Црвеноармејцу“.
Поред звања Хероја Совјетског Савеза, мајор Василиј Михаилов је био одликован одликован са Орденом Лењина, два Ордена црвене заставе, Орденом Александра Невског, Орденом Отаџбинског рата првог степена и другим медаљама.